# Claude Étienne Paquin de Vauzlemont
Claude Étienne Paquin de Vauzlemont, né le 18 mai 1723 à Metz (Moselle), et mort le 18 mars 1799) dans la même ville, est un général de brigade de la Révolution française.

## Biographie
Claude Étienne Paquin de Vauzlemont naît le 18 mai 1723 à Metz, dans la province des Trois-Évêchés. Il entre en service comme sous-lieutenant au régiment de Picardie en octobre 1744, sert en Allemagne de 1745 à 1747 et se trouve au siège de Maastricht en 1748. La même année, il est reçu ingénieur dans le corps du génie et, le 16 avril 1756, il est nommé capitaine en second. Il participe à la campagne de 1758, en Allemagne puis, en 1761, il se trouve sur le Rhin.
Il est fait chevalier de Saint-Louis le 18 octobre 1761 et, en 1762, il retourne en Allemagne. En 1767, il devient chef de brigade et le 11 août 1768, il passe lieutenant-colonel ingénieur en chef à Besançon. Colonel chef de brigade le 1er janvier 1777, il obtient une pension de retraite de 2 400 livres, sur le Trésor royal le 8 avril 1779, puis le grade de maréchal de camp pour retraite le 1er mars 1791.
Employé comme commandant de place à Sarrelouis du 26 juin 1792 au 31 mars 1793, il rejoint l'armée de la Moselle le 23 juin 1793. Autorisé à prendre sa retraite et invité à cesser ses fonctions le 28 janvier 1794, il est admis à la retraite le 16 novembre 1794.
Affecté à la suite de la place de Metz en qualité de commandant temporaire de 2e classe le 16 juillet 1796, il est admis définitivement à la retraite le 30 octobre suivant.
Claude Étienne Paquin de Vauzlemont meurt le 18 mars 1799, à Metz en Moselle.

## Sources
- (en) « Generals Who Served in the French Army during the Period 1789 - 1814: Eberle to Exelmans »
- Emmanuel Michel, Biographie du Parlement de Metz, Metz, chez Nouvian, 1853, p. 397.
- Côte S.H.A.T.: 4 YD 3714
- Alex Mazas, Histoire de l'ordre royal et Militaire de Saint-Louis depuis son institution, jusqu'en 1830, Tome 1, Firmin Didot frère, Paris, 1860, p. 538.
- Georges Six, Dictionnaire biographique des généraux & amiraux français de la Révolution et de l'Empire (1792-1814), Paris, Librairie G. Saffroy, 1934, p. 285